# Joseph Tang Yuange
Joseph Tang Yuange (chiń. 唐遠閣; ur. 17 listopada 1963) – chiński duchowny katolicki, biskup Chengdu od 2016.

## Życiorys
Święcenia kapłańskie otrzymał w 1991.
Został wybrany biskupem ordynariuszem Chengdu. Sakrę biskupią przyjął z mandatem papieskim 30 listopada 2016. 